# 岸田タツヤ
岸田 タツヤ（きしだ タツヤ、1992年〈平成4年〉4月16日 - ）は、日本の俳優、モデルである。イトーカンパニー所属。東京都出身。身長183.5cm。
妻はフリーアナウンサーの高木由梨奈。

## 経歴
祖父の影響で6歳頃からゴルフを行う。
高校生のころから広告モデル、CMなどで活動しており、2010年8月から2011年8月の間、俳優集団NAKED BOYZのメンバーであった。
デビューから一緒だったマネージャーが寿退社したことをきっかけに俳優業を2014年の暮れから2018年まで籍をおいたまま休業し、プロゴルファーを目指すようになり、アパレルのセレクトショップ、ゴルフスクールや、キャディのアルバイトを行いながら、毎日のようにゴルフクラブを握っていたが、プロになることはできなかった。
2019年、特撮ドラマ『騎士竜戦隊リュウソウジャー』でバンバ / リュウソウブラック役としてスーパー戦隊シリーズのレギュラー初出演を果たす。
2021年よりテーラーメイドゴルフアパレルのアンバサダーに就任。（グローバル契約）チームテーラーメイドに加入。
2024年8月8日、フリーアナウンサーの高木由梨奈と結婚をしたことを発表。

## 人物
特技はマイケル・ジャクソンのダンス。趣味はサッカー、スキー、音楽鑑賞、ゴルフ。
プロゴルファーを目指していた頃にYouTubeを視聴することに熱中し、特に東海オンエアの動画を視聴することがルーチンとなる。
YouTuberグループ、東海オンエアの大ファン。東海オンエアが出演するYouTubeオリジナルドラマ『株式会社グレーゾーン・エージェンシー』の撮影現場で偶然出会い、岸田からメンバーのてつやに声をかけたことで交流が始まった。ドラマの撮影が終わり、東海オンエアが岡崎に戻ってからも、プライベートで岡崎を訪れて親交を深めていった。後に岡崎にも部屋を借り、仕事が一区切りつくと、数日間岡崎に滞在することがルーティーンになる。また、動画にも何度か出演し、カメラの裏で撮影に同行したこともある。
本郷奏多とは、本郷が在学時代の知り合いの卒業制作を通して出会い意気投合、卒業後も週2～3回会う親友関係で、共通の友人らと共に位置情報を共有している。後に岸田が本郷に東海オンエアのメンバーを引き合わせ、交流を持つきっかけを作った。
ジャッキー・チェンを愛好しており、同じくジャッキー好きの坂本浩一が監督を務めた『リュウソウジャー』第29話・第30話や第39話ではジャッキーを意識したアクションを取り入れている。
『リュウソウジャー』のチーフプロデューサーを務めた丸山真哉は、岸田について育ちがよく朗らかで憎めないと評している。それゆえ、『リュウソウジャー』では真逆の役柄を課したとも語っている。また、『リュウソウジャー』特別編製作時には「コロナ禍でファイナルライブツアーが中止になったため、ファンに別れを言えていないという気がしていた」と語っている。
子供のころに見ていたスーパー戦隊シリーズは『超力戦隊オーレンジャー』、『激走戦隊カーレンジャー』、『星獣戦隊ギンガマン』。

## 出演

### テレビドラマ
- 上地雄輔ひまわり物語（2009年3月14日、フジテレビ） - ヤス 役
- サムライ・ハイスクール（2009年10月17日 - 12月12日、日本テレビ） - 川中大成 役
- 捜し屋★諸星光介が走る! 第5作（2010年4月12日、TBS） - 武井英雄 役
- 大切なことはすべて君が教えてくれた（2011年1月17日 - 3月28日、フジテレビ） - 吉川タツヤ 役
- からくり侍 セッシャー1（2011年7月3日 - 10月2日、テレビ静岡） - 津和勇樹 役
  - セッシャー1外伝 東海道中穴繰毛（2012年6月6日 - 11月21日）
  - からくり侍 セッシャー1 〜第二章〜（2013年7月5日 - 9月27日）
- 理想の息子 第2話（2012年1月21日、日本テレビ）
- 巨大戦艦大和 〜乗組員たちが見つめた生と死〜（2012年8月、NHK BSプレミアム） - 竹田明 役
- ソドムの林檎〜ロトを殺した娘たち 第1話（2013年3月23日、WOWOW）
- 仮面ライダーウィザード 第38話・第39話（2013年6月2日・9日、テレビ朝日） - 和也 役
- 相棒 season12 第17話「ヒーロー」（2014年3月5日、テレビ朝日） - 杉本竜也 役
- 金曜プレステージ 西村京太郎スペシャル 警部補・佐々木丈太郎7（2014年6月20日、フジテレビ） - 大橋拓也 役
- そこをなんとか2 最終話（2014年9月20日、NHK BSプレミアム） - 藤沢卓人 役
- こんにちは、女優の相楽樹です。最終話（2017年3月20日、テレビ東京） - 太田 役
- 今日から俺は!!（2018年10月14日 - 12月16日、日本テレビ） - 岸田晃司 役
  - 金曜ロードSHOW!「映画公開記念!!今日から俺は!!スペシャル」（2020年7月17日）
- 立花登青春手控え3 第5話・最終話（2018年11月7日・21日、NHK BSプレミアム / 2021年5月22日・6月12日、NHK総合）- 奥野研次郎 役
- スーパー戦隊シリーズ（テレビ朝日）
  - 4週連続スペシャル スーパー戦隊最強バトル!!（2019年2月17日 - 3月10日） - リュウソウブラックの声 役
  - 騎士竜戦隊リュウソウジャー（2019年3月17日 - 2020年3月1日） - バンバ / リュウソウブラック 役[7]
- 遺留捜査 第6シリーズ 第7話（2021年2月25日、テレビ朝日） - 橋田靖彦 役
- 彼が僕に恋した理由 Season2（2021年4月9日 - 6月11日、TOKYO MX） - 三枝 役[20]
- 特捜9 シーズン4 第11話（2021年6月16日、テレビ朝日） - 前島公也 役
- 大河ドラマ 鎌倉殿の13人（2022年9月18日 - 12月18日、NHK） - 三浦胤義 役[21]
- 日本統一 関東編（2023年4月14日 - 6月16日、日本テレビ） - 宇垣竜次 役[22]
- 意味がわかると怖い配信停止になった婚活ドキュメンタリー（2023年10月22日 - 11月26日、テレビ朝日） - 石森圭吾 役
- 連続テレビ小説 ブギウギ 第114回・第115回（2024年3月13日・14日、NHK） - 岡田刑事 役[23]
- BS時代劇 大岡越前8 第2回（2025年6月15日、NHK BSプレミアム）[24]

### 映画
- 大人になった夏（2010年） - ユージ 役
- 最後のつぶやき（2011年） - 滝川勇二 役
- 乱反射（2011年） - 谷口正晃 役
- 僕たちは世界を変えることができない。（2011年9月23日公開、東映）
- リアル鬼ごっこ3（2012年5月12日公開、ユナイテッド・シネマ） - 生地秀則 役
- ヴァージン 30代篇「ふかくこの性を愛すべし」（2012年） - 賢 役
- 悪の教典（2012年11月10日公開、東宝） - 山口卓馬 役
- 図書館戦争（2013年4月27日公開、東宝）
- MONSTERZ モンスターズ（2014年5月30日公開、ワーナー・ブラザース映画）
- 検察側の罪人（2018年8月24日、東宝）
- スーパー戦隊シリーズ（東映） - バンバ / リュウソウブラック 役
  - 騎士竜戦隊リュウソウジャー THE MOVIE タイムスリップ!恐竜パニック!!（2019年7月26日公開）[25]
  - 劇場版 騎士竜戦隊リュウソウジャーVSルパンレンジャーVSパトレンジャー（2020年2月8日公開）[26]
  - 騎士竜戦隊リュウソウジャー 特別編 メモリー・オブ・ソウルメイツ（2021年2月20日）[27]
- 今日から俺は!!劇場版（2020年7月17日公開、東宝） - 岸田晃司 役
- 劇場版 山崎一門〜日本統一〜（2022年9月23日公開、ライツキューブ） - 三代目侠和会四代目藤代組組員 宇垣竜次 役
- マリッジカウンセラー（2023年1月13日公開、スタジオレヴォ） - 大谷貴洋 役[28]
- 田村悠人（2025年6月6日公開、ライツキューブ）[29]

### WEB
- 騎士竜戦隊リュウソウジャー THE LEGACY OF The Master's Soul（2021年10月17日、東映特撮ファンクラブ） - バンバ 役[30]

### 舞台
- BADMAN（2011年7月29日 - 31日、新宿FACE）
- 隠蔽捜査&果断･隠蔽捜査2（2011年10月19日 - 30日、シアター1010 / 11月3日 - 6日、新神戸オリエンタル劇場、11月9日 - 10日、京都南座、11月19日 - 20日、名鉄ホール） - 竜崎邦彦 役
- 龍馬がいっぱい（2012年7月11日 - 14日、笹塚ファクトリー）
- 鉈切り丸（2013年10月12日 - 26日、大阪：オリックス劇場 / 11月8日 - 30日、東京：東急シアターオーブ）
- フェス第8弾『くちづけ』（2020年10月16日、埼玉：飯能市市民会館 / 10月23日 - 25日、愛知：刈谷市総合文化センター アイリス 大ホール / 10月29日 - 11月8日、東京：サンシャイン劇場 / 11月20日 - 21日、札幌：道新ホール / 11月25日 - 29日、大阪：梅田芸術劇場 シアター・ドラマシティ） - 夏目ちゃん 役
- 遠山の金さん -天下を揺るがす女-（2021年3月16日 - 21日、ザ・ポケット）
- 水森かおり公演（2021年6月18日 - 27日、明治座 / 7月5日 - 27日、新歌舞伎座） - 乗馬教師 役
- PLAY/GROUND Creation #2「Navy Pier 埠頭にて」（2021年12月18日 - 26日、横浜赤レンガ倉庫1号館 3Fホール） - カート 役[31]

### オリジナルビデオ
- 日本統一（オールインエンタテインメント・ライツキューブ〈45巻以降〉） - 三代目侠和会藤代組組員 宇垣竜次 役
  - 日本統一42（2020年11月25日）
  - 日本統一43（2021年1月25日）
  - 日本統一44（2021年3月25日）
  - 日本統一47（2021年9月25日）
- 魔進戦隊キラメイジャーVSリュウソウジャー（2021年8月4日、東映ビデオ） - バンバ / リュウソウブラック 役[32]
- 日本統一外伝 山崎一門5 〜横浜死闘篇〜（2022年8月25日） - 宇垣竜次 役

### CM
- クレアラシル（2009年）
- レオパレス21（2009年 - 2010年）
- 市進教育グループ（2010年 - 2011年）
- ロッテ 爽（2010年）
- ファンケル カロリミット「いっぱい食べる君が好き・男性篇」（2012年）
- ネッツトヨタ静岡「熱津シズオ登場シリーズ」（2012年 - ）
- 洋服の青山「フレッシャーズおめでとう割」篇（2013年）
- アサヒビール アサヒスーパードライ
  - 「新・スーパードライ、辛口カーブ」篇（2022年）
  - 「新・辛口〈生〉のうまさ」篇（2022年）
  - 「最高のうまさに。ステーキ」篇（2023年1月 - ）

### ミュージックビデオ
- 石野田奈津代「春空 -ハルソラ-」（2009年、ユニバーサルミュージック）

### 広告
- 中部電力（2009年）
- リクルート進学 リクルート進学事典（2009年） - スチールモデル
- ADSS株式会社（2010年 - ）

### 玩具
- 騎士竜戦隊リュウソウジャー リュウソウケン -MEMORIAL EDITION-（2020年9月）
- 騎士竜戦隊リュウソウジャー ガイソーケン -MEMORIAL EDITION-（2022年2月）

## 著書
- 『岸田タツヤと変な人たち』、2022年4月、ワニブックス、ISBN 978-4-84-707180 -5

## ディスコグラフィ

### キャラクターソング
| 発売日        | 商品名                                                | 歌                   | 楽曲         | 備考                                             |
| ------------- | ----------------------------------------------------- | -------------------- | ------------ | ------------------------------------------------ |
| 2020年2月19日 | 騎士竜戦隊リュウソウジャー キャラクターソングアルバム | バンバ（岸田タツヤ） | 「黎明の道」 | テレビドラマ『騎士竜戦隊リュウソウジャー』関連曲 |
| 2020年3月18日 | 騎士竜戦隊リュウソウジャー 全曲集                     | バンバ（岸田タツヤ） | 「黎明の道」 | テレビドラマ『騎士竜戦隊リュウソウジャー』関連曲 |